# Plymouth (Montserrat)

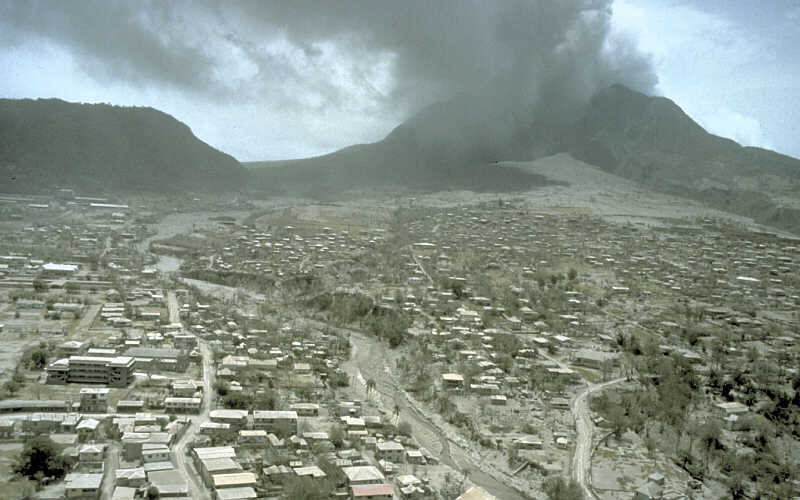
Plymouth (1997)

Plymouth ist de jure Hauptstadt des Britischen Überseegebietes Montserrat. Nach einer Reihe von Ausbrüchen des Vulkans Soufrière Hills, die am 18. Juli 1995 begannen, flüchtete ein Großteil der 3500 Einwohner aus der Stadt. 1997 wurde das völlig zerstörte Plymouth aufgegeben. Der Zutritt ist seitdem verboten (Stand 2025). Der Hafen von Plymouth darf seit 2012 für den Export von Sand wieder von autorisierten Personen genutzt werden.
Die Regierungsgebäude befinden sich seitdem in Brades, obwohl Plymouth offiziell weiterhin die Hauptstadt ist. In Little Bay wird eine neue designierte Hauptstadt für die Insel gebaut.

## Persönlichkeiten
- Douglas Robinson (1864–1937), britischer Offizier und Cricketspieler